# Wawelskie wzgórze
Wawelskie wzgórze. Powieść historyczna z czasów Łokietka – powieść Karola Bunscha z 1953 roku, 13 część cyklu Powieści Piastowskie, rozgrywająca się na początku XIV wieku, w czasach Władysława Łokietka.
Przez kilka dekad była to lektura szkolna (uzupełniająca).
Tłem historycznym jest próba zjednoczenia ziem polskich przez króla, walki o Kraków, walki z Brandenburczykami i zakonem krzyżackim o Pomorze Gdańskie, spór Łokietka z biskupem Muskatą oraz inspirowany przez krakowski patrycjat bunt z 1311 roku. 
Bohaterem powieści jest nieznający swego pochodzenia, potężnej postury, nieco naiwny Krzych, którego zmienne koleje historii boleśnie doświadczają, ale i wynoszą do stanu rycerskiego. Los zdaje się popychać bezwiednego Krzycha od zasług do zdrady, od męstwa do hańby, gromadząc przy nim zarówno ludzi oddanych, jak i tych, dla których jest tylko narzędziem.
Historia Krzycha zaczyna się, gdy ratuje życie przyjacielowi Łokietka kasztelanowi Jaśkowi Leliwie. Ten wypadek łączy jego losy z Hanną, córką Leliwy, która staje się miłością jego życia. Służba u biskupa Muskaty wiąże życie Krzycha z Krakowem, a później również i z Łokietkiem. Tam też poznaje chadzającego własnymi drogami Ostróżkę, który pomaga mu się odnaleźć w nieznanym dla niego świecie, a i nieraz ratuje życie. Niespełniona miłość, nieznajomość własnego pochodzenia, obce mieszczańskie środowisko wpędzają Krzycha we frustrację, która zdaje się popychać go ku zagładzie. Z pomocą przychodzą jednak przyjaciele.